# Estação La Noria
A Estação La Noria é uma das estações do VLT da Cidade do México, situada na Cidade do México, entre a Estação Tepepan e a Estação Huichapan. Administrada pelo Servicio de Transportes Eléctricos de la Ciudad de México (STECDMX), faz parte da Linha 1.
Foi inaugurada em 29 de novembro de 1988. Localiza-se no cruzamento da Avenida 20 de Noviembre com a Avenida Guadalupe Ramirez. Atende o bairro Ampliación La Noria, situado na demarcação territorial de Xochimilco.